# Amblyseius shiganus
Amblyseius shiganus är en spindeldjursart som beskrevs av Ehara 1972. Amblyseius shiganus ingår i släktet Amblyseius och familjen Phytoseiidae. Inga underarter finns listade i Catalogue of Life.